# 翼廊
翼廊（よくろう）は主屋から独立した別の建造物となっている（ただし、接続していることも多い）。建築の概説書などでは、回廊一般に含めて説明されることも多い。通常の回廊が「ロ」の字型や「コ」の字型となっているのに対して、「一」の字型に配置されているものや「コ」の字型でも正面に開いているものを翼廊と呼んでいる。
平等院鳳凰堂のものが有名である。近代においては、護国神社に多く用いられ、いわゆる「護国神社様式」の構成要素となっている。
なお、西洋建築のバシリカ、ロマネスク建築、ゴチック建築へ至る教会堂建築で、身廊・側廊から内陣に至る途中の突き出た部分も、しばしば「翼廊」（袖廊）と呼ぶ。

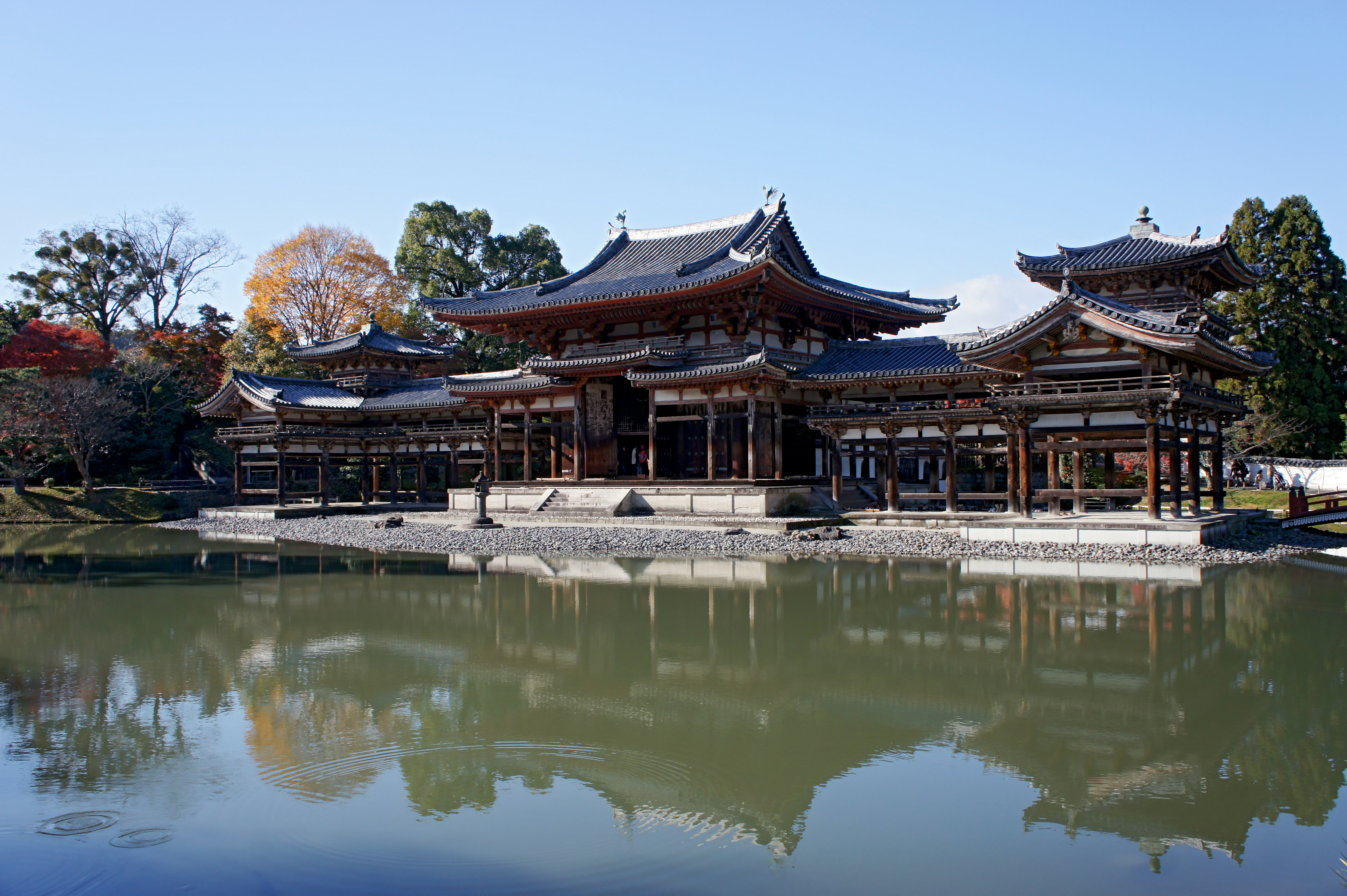
平等院鳳凰堂の翼廊

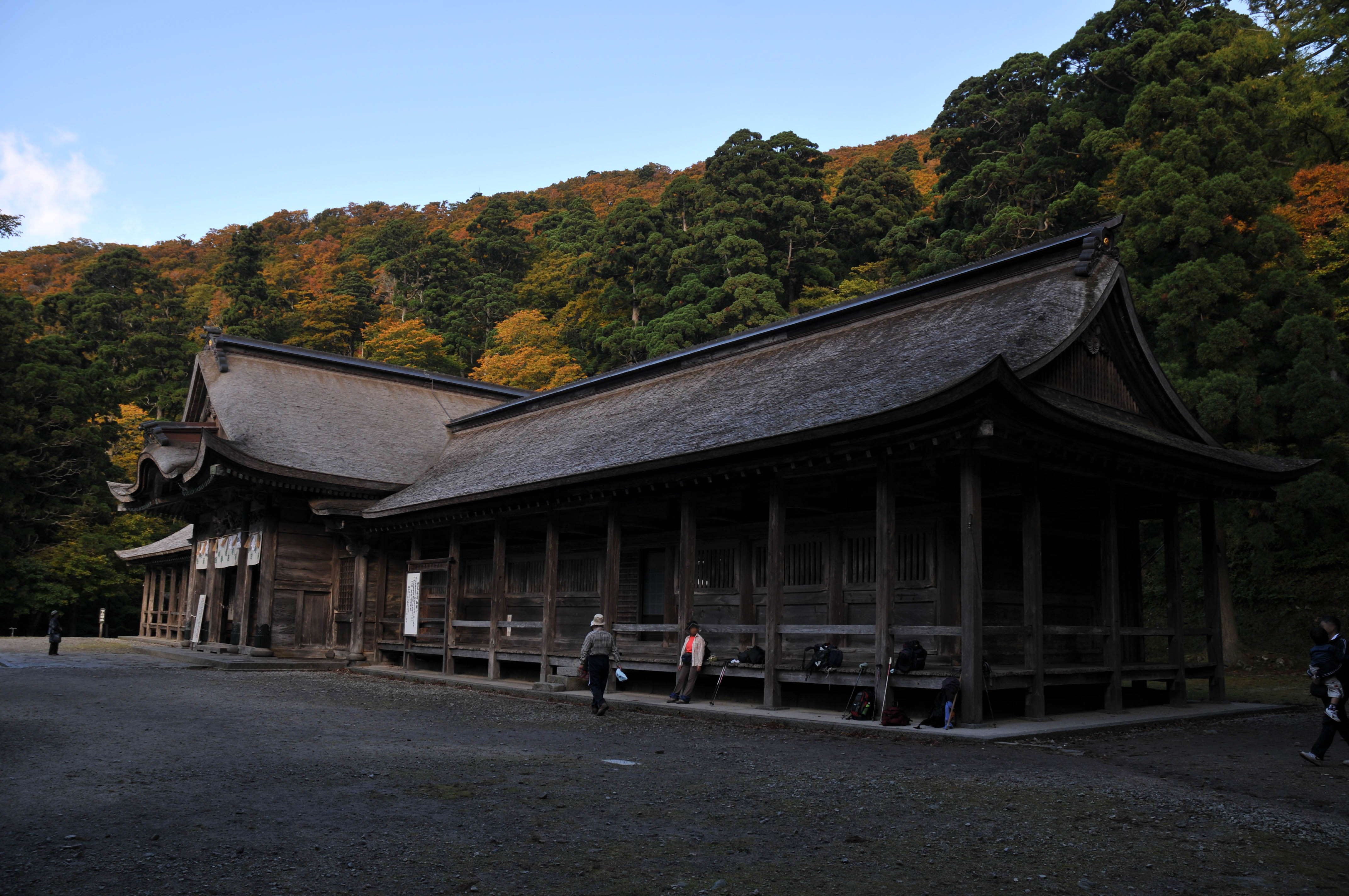
大神山神社奥宮の翼廊
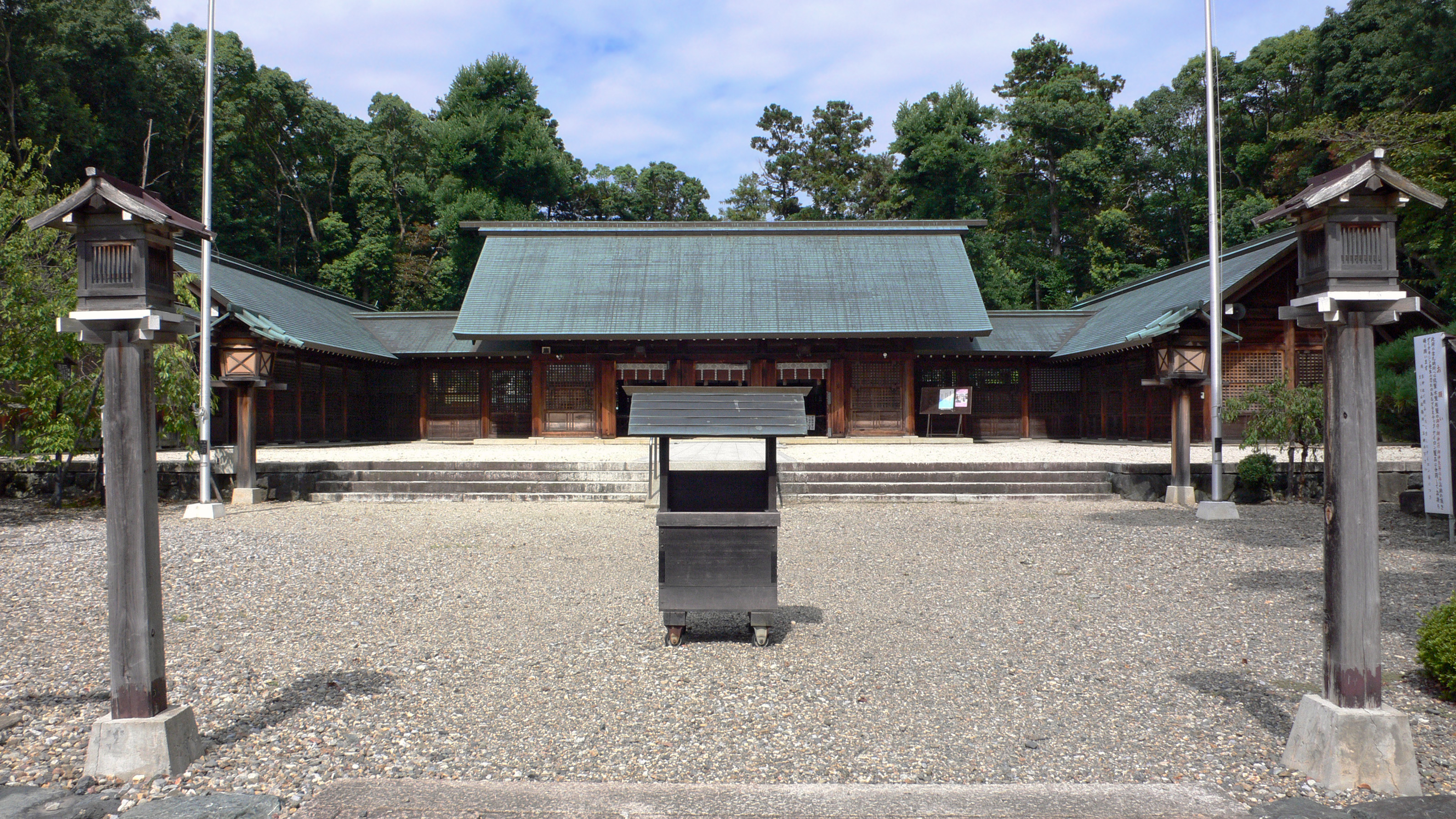
滋賀県護国神社の翼廊
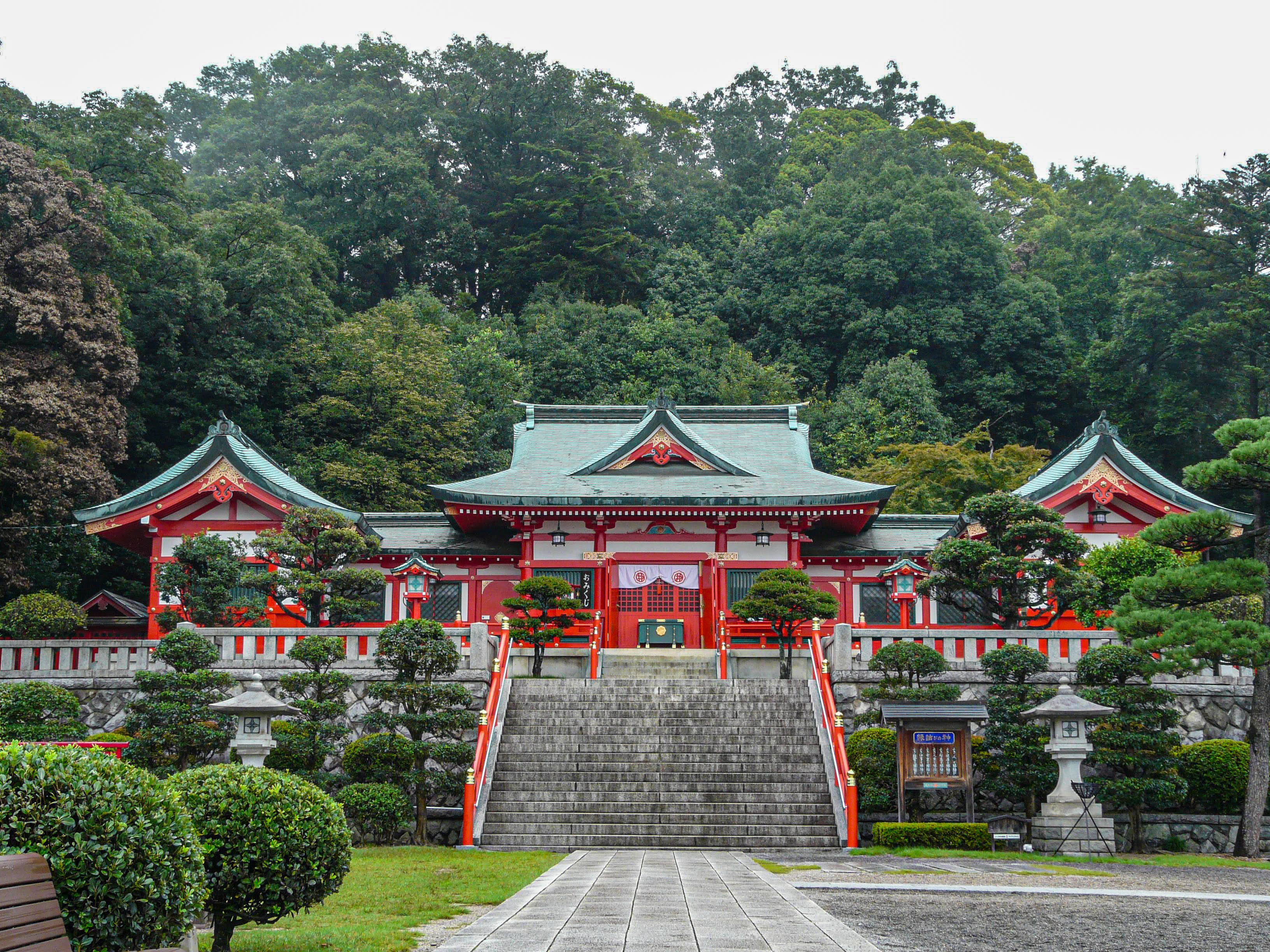
織姫神社 (足利市)の翼廊